# Список земноводних Канади
Це список земноводних, що трапляються на території Канади. У фауні Канади зареєстровано 48 видів амфібій: 22 види саламандр та 28 видів жаб.
Природоохоронний статус - Червоний список видів, що знаходяться під загрозою МСОП :

## Статус видів
Природоохоронний статус — Червоний список видів, що знаходяться під загрозою МСОП :
- EX  — вимер
- EN  — вимер у дикій природі
- CR  — Critically endangered
- EN  — перебуває під загрозою зникнення
- VU  — уразливий
- NT  — майже під загрозою,
- LC  — найменше занепокоєння
- DD  — недостатні дані
- NE  — не оцінено

(версія 2013.2, дані актуальні станом на 5 березня 2014)

## РядCaudata, саламандри

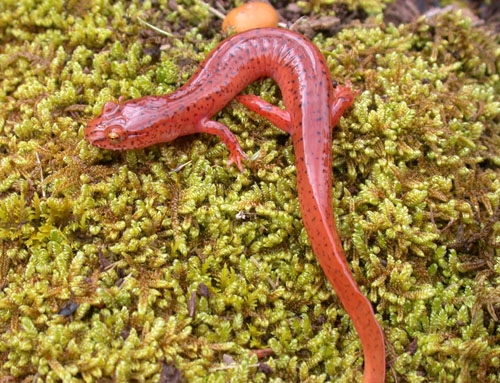
Gyrinophilus porphyriticus

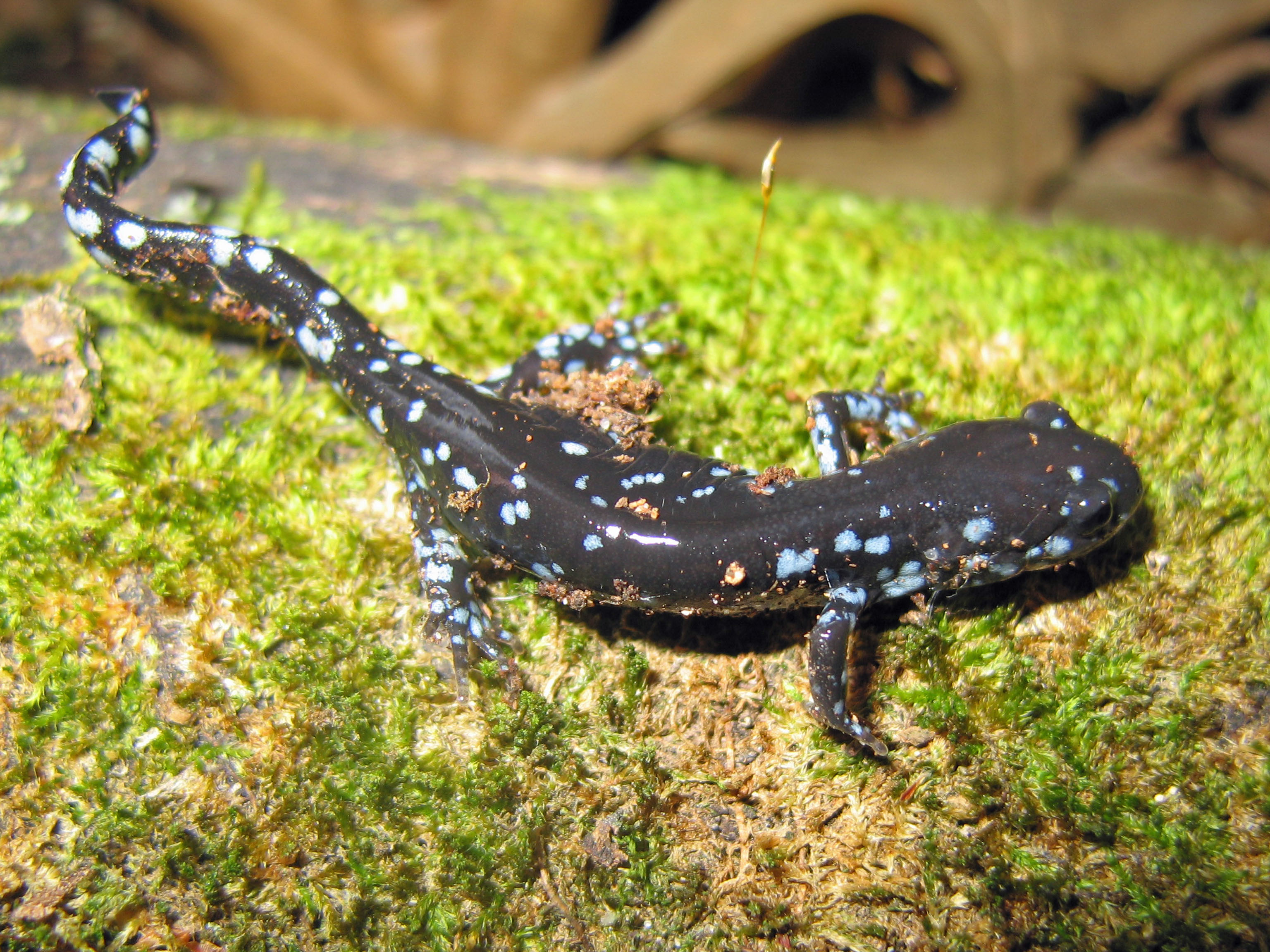
Ambystoma laterale

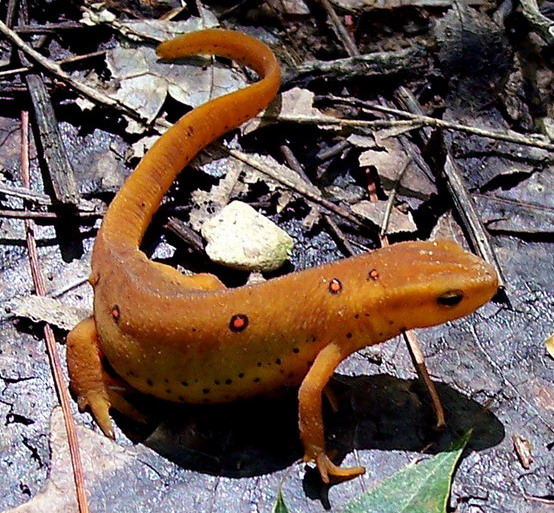
Notophthalmus viridescens

Родина безлегеневі саламандри (Plethodontidae)
- Aneides vagrans  NT
- Темна саламандра північна, Desmognathus fuscus  LC
- Desmognathus ochrophaeus  LC
- Саламандра Ешшольца, Ensatina eschscholtzii  LC
- Саламандра дволінійна, Eurycea bislineata  LC
- Весняна саламандра червона, Gyrinophilus porphyriticus  LC
- Саламандра чотирипала, Hemidactylium scutatum  LC
- Саламандра червоноспинна, Plethodon cinereus  LC
- Plethodon idahoensis  LC
- Plethodon vehiculum  LC

Родина амбістомові (Ambystomatidae)
- Ambystoma jeffersonianum  LC
- Ambystoma gracile  LC
- Амбістома синьопляма, Ambystoma laterale  LC
- Американська плямиста саламандра, Ambystoma maculatum  LC
- Ambystoma macrodactylum  LC
- Ambystoma mavortium
- Амбістома короткоголова, Ambystoma texanum  LC
- Амбістома тигрова, Ambystoma tigrinum  LC
- Велетенська амбістома тихоокеанська, Dicamptodon tenebrosus  LC

Родина протеї (Proteidae)
- Американський протей звичайний, Necturus maculosus  LC

Родина саламандрові (Salamandridae)
- Тритон східноамериканський, Notophthalmus viridescens  LC
- Taricha granulosa  LC

## РядAnura, жаби та ропухи
Родина райкові (Hylidae)
- Acris blanchardi  LC
- Hyla chrysoscelis  LC

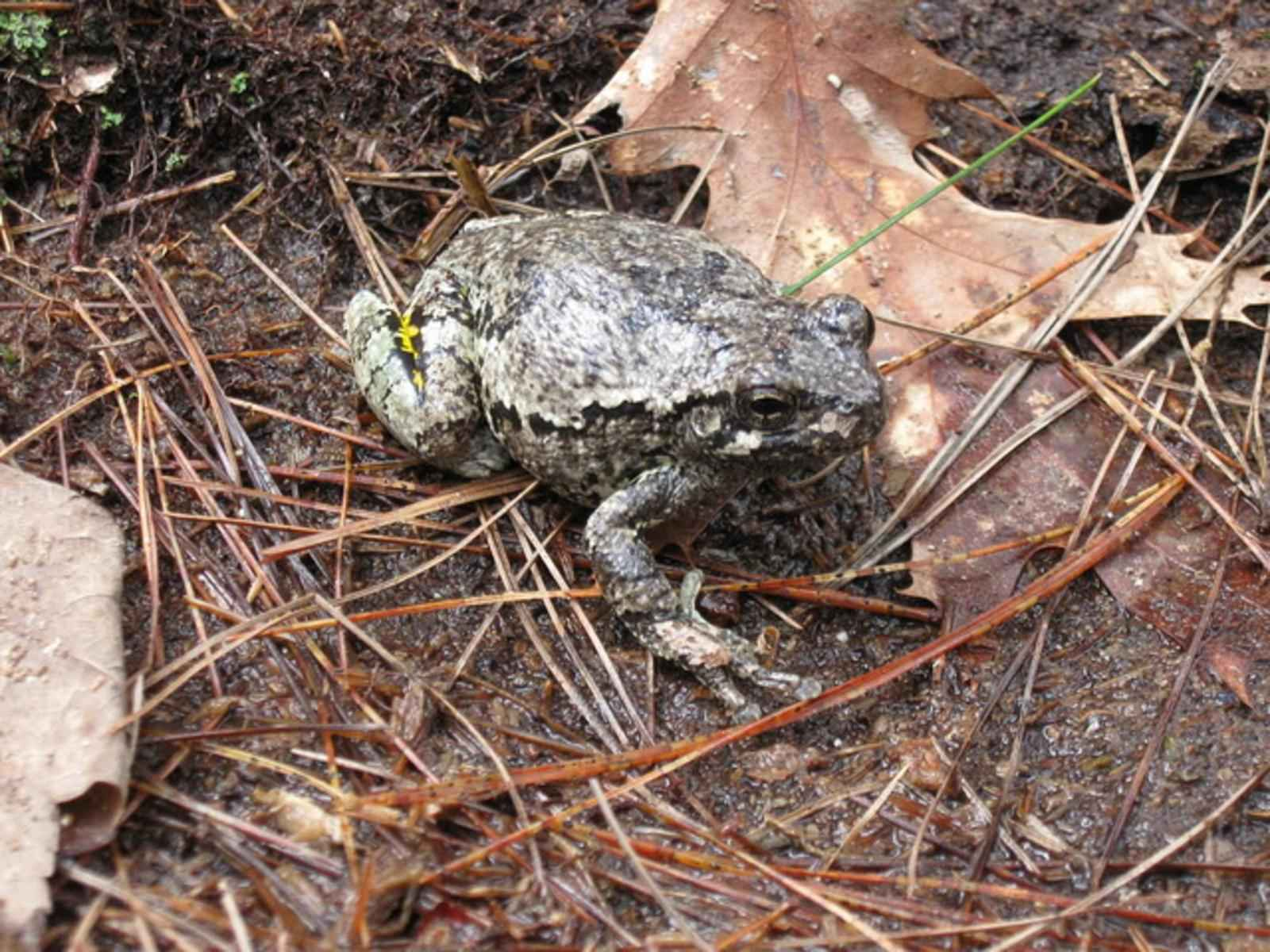
Hyla versicolor

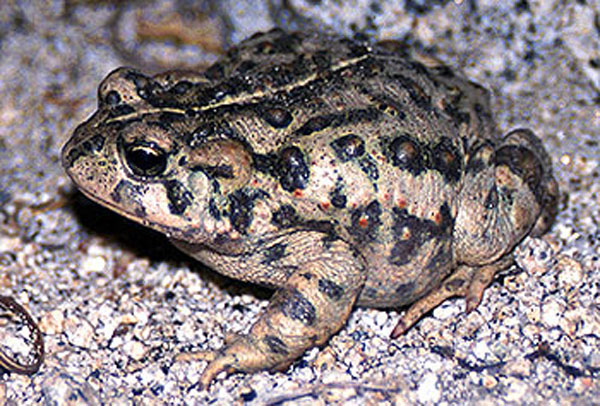
Anaxyrus boreas

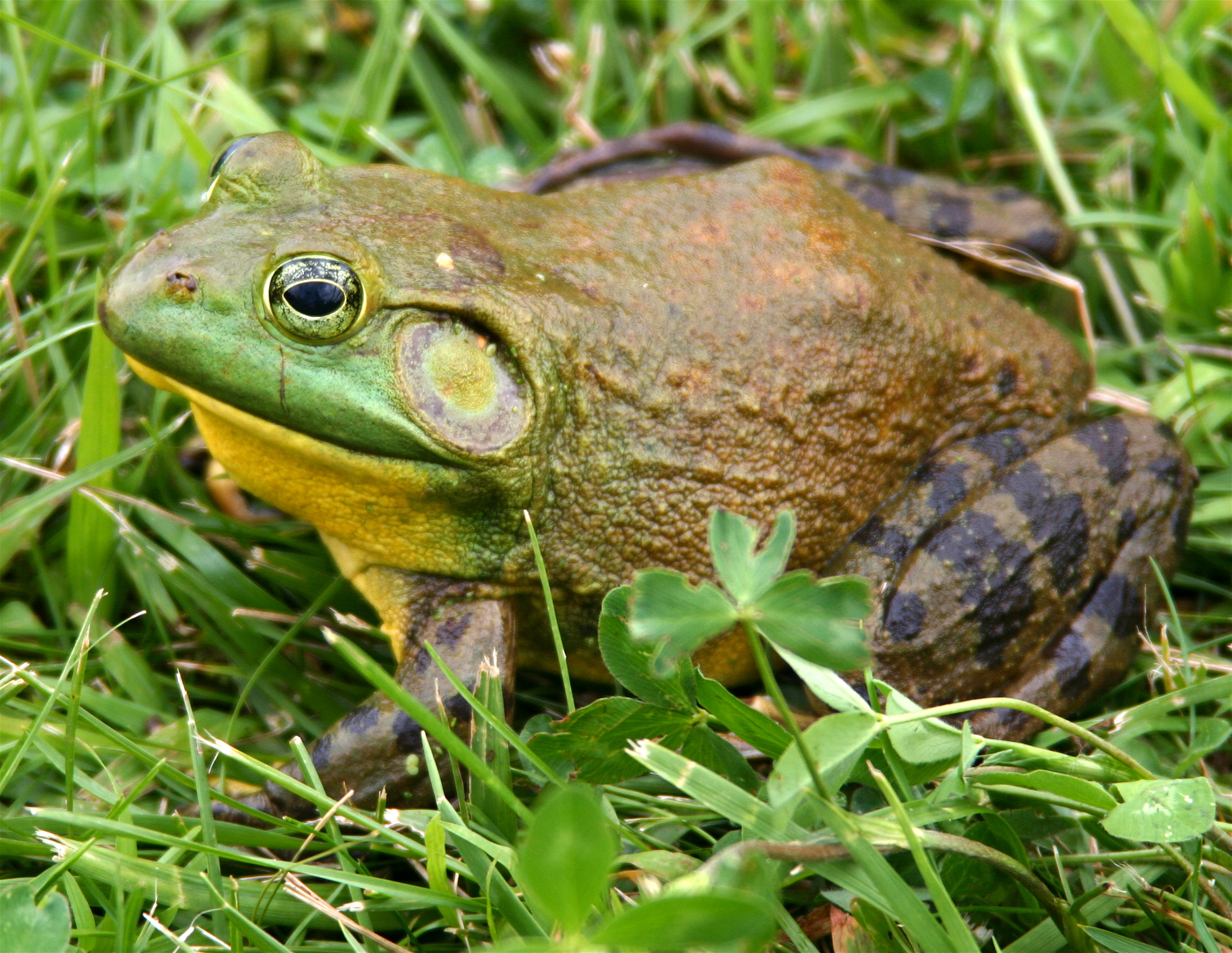
Lithobates catesbeianus

- Райка мінлива, Hyla versicolor  LC
- Райка-свистунка, Pseudacris crucifer  LC
- Pseudacris maculata  LC
- Тихоокеанська деревна жаба, Pseudacris regilla  LC
- Pseudacris triseriata  LC

Родина хвостаті жаби (Ascaphidae)
- Ascaphus truei  LC
- Ascaphus montanus  LC

Родина ропухові (Bufonidae)
- Американська ропуха звичайна, Anaxyrus americanus  LC
- Жаба західна американська, Anaxyrus boreas  NT
- Anaxyrus cognatus  LC
- Anaxyrus fowleri  LC
- Ропуха дакотська, Anaxyrus hemiophrys  LC

Родина жаб'ячі (Ranidae)
- Rana aurora  LC
- Rana cascadae  NT
- Rana luteiventris  LC
- Жаба плямиста, Rana pretiosa  VU
- Велика зелена жаба, Lithobates catesbeianus  LC
- Північна зелена жаба, Lithobates clamitans  LC
- Lithobates palustris  LC
- Жаба леопардова, Lithobates pipiens  LC
- Lithobates septentrionalis  LC
- Lithobates sylvaticus  LC

Родина лопатоноги (Scaphiopodidae)
- Лопатоніг рівнинний, Spea bombifrons  LC
- Spea intermontana  LC